# Three Cheers for Sweet Revenge

## Албума
Three Cheers for Sweet Revenge (на български: 'Три пъти ура за сладкото отмъщение') е вторият студиен албум на американската рок група My Chemical Romance. Издаден през 8 юни 2004, това е първият албум на бандата издаден от Reprise Records. Предишният им албум, I Brought You My Bullets, You Brought Me Your Love, е бил издаден от Eyeball Records. По време на записването Three Cheers, на барабани свири първият барабанист на групата – Мат Пелисър, но след издаването на албума напуска групата и бива заменен от Боб Барйър. 

До октомври месец 2010 г., албумът е продал 1 699 000 копия в САЩ. От албума са издадени четири сингъла: ''I'm Not Okay (I Promise)'', ''Thank You for the Venom'', ''Helena'' и ''The Ghost of You''. Вокалистът Джерард Уей разкрива сюжета на албума като една измислена страшна история, основана на любовта на членовете на групата към филми на ужаси и комикси. Разказва се за двама влюбени, единия от които бива убит от изстрел и сключва сделка с Дявола да срещне любимата си отново, но преди това трябва да отведе душите на хиляда грешници в ада.

## Песни
- 1. Helena – 3:22
- 2. Give'em Hell kid – 2:18
- 3. To the End – 3:01
- 4. You Know What They Do to Guys Like Us in Prison – 2:53
- 5. I'm Not Okay (I Promise) – 3:08
- 6. The Ghost of You – 3:23
- 7. The Jetset Life Is Gonna Kill You – 3:37
- 8. Interlude – 0:57
- 9. Thank You for the Venom – 3:41
- 10. Hang 'Em High – 2:47
- 11. It's Not a Fashion Statement, It's a Fucking Deathwish – 3:30
- 12. Cemetery Drive – 3:08
- 13. I Never Told You What I Do for a Living – 3:51